# Mary Earps
Mary Alexandra Earps MBE (sinh ngày 7 tháng 3 năm 1993) là một cầu thủ bóng đá chuyên nghiệp người Anh hiện tại đang thi đấu ở vị trí thủ môn cho câu lạc bộ Paris Saint-Germain và Đội tuyển bóng đá nữ quốc gia Anh. Tại Giải vô địch bóng đá nữ thế giới 2023, cô là đội phó của đội tuyển Anh, và giành giải thưởng Găng tay Vàng cho thủ môn xuất sắc nhất của giải đấu.
Trước đây, cô đã từng chơi cho các câu lạc bộ Bristol Academy, Birmingham City, Doncaster Belles, và Reading tại FA WSL, VfL Wolfsburg ở Đức. Earps đã đại diện cho Anh ở các cấp độ U-17, U-19 và U-23 và ra mắt quốc tế vào năm 2017.

## Sự nghiệp thi đấu
Mùa giải 2009–10, Earps được đôn lên đội 1 của Leicester City, để tạo sự cạnh tranh cho thủ môn số 1 Leanne Hall. Ở mùa giải tiếp theo, Earps đã ký hợp đồng với Nottingham Forest. Cô ngồi trên băng ghế dự bị trong trận thua của Forest trên loạt sút luân lưu trước Barnet tại chung kết FA Women's Premier League Cup.
Doncaster Rovers Belles đã ký hợp đồng với thủ môn Earps 18 tuổi ngay trước khi bắt đầu mùa giải 2011. Huấn luyện viên John Buckley rất vui khi được đảm bảo dịch vụ của mình: "Cô ấy có tiềm năng vượt trội và một tương lai rất tươi sáng phía trước." Earps bắt đầu thi đấu thường xuyên ở nửa sau của mùa giải 2011, sau đó gia nhập Coventry City theo dạng cho mượn.
Sau khi dành mùa giải 2012 với Doncaster, Earps gia nhập Birmingham City trước mùa giải 2013. Vào tháng 11 năm 2013, cô có trận ra mắt UEFA Women's Champions League trong chiến thắng 5–2 trước FC Zorky trên sân vận động St Andrew's. Sự hiện diện của Rebecca Spencer đã làm giảm cơ hội thi đấu của Earps tại Birmingham, vì vậy cô đã chuyển tới Bristol Academy.
Tại Bristol, Earps đã chơi tất cả trừ một trận của đội trong suốt mùa giải 2014 và 2015.
Khi Bristol xuống hạng, Earps gia nhập câu lạc bộ Reading. 
Trong mùa giải đầu tiên với Reading, Earps đã có tên trong giải thưởng PFA Team of the Year.
Vào tháng 6 năm 2018, Earps gia nhập nhà đương kim vô địch Bundesliga, VfL Wolfsburg. Cô ra mắt vào ngày 8 tháng 9 năm 2018 trong chiến thắng 11–0 trước Hannover 96 tại DFB-Pokal Frauen. Đội đã giành được cú đúp quốc nội thứ ba liên tiếp trong mùa giải 2018–19.
Vào ngày 12 tháng 7 năm 2019, sau một mùa giải ở Đức, Earps trở lại Anh để ký hợp đồng với đội bóng mới được thăng hạng, Manchester United trước mùa giải 2019–20. Earps ra mắt cho đội bóng trong trận thua 1–0 trước Manchester City tại FA WSL vào ngày 7 tháng 9 năm 2019. Cô giữ sạch lưới trận đầu tiên cho câu lạc bộ vào ngày 28 tháng 9 năm 2019 trong chiến thắng 2–0 trước Liverpool, chiến thắng đầu tiên của câu lạc bộ tại FA WSL. Vào ngày 26 tháng 2 năm 2021, Earps ký hợp đồng mới với Manchester United có thời hạn đến năm 2023 với tùy chọn gia hạn thêm một năm. Earps đã giữ sạch lưới 14 trận ở giải VĐQG, một kỷ lục mới của WSL, trong suốt mùa giải 2022–23. Điều đó đã giúp cô giành được giải thưởng Găng tay Vàng và Manchester United kết thúc ở vị trí thứ 2, vị trí tốt kỷ lục câu lạc bộ, đủ điều kiện tham dự UEFA Women's Champions League lần đầu tiên.

## Sự nghiệp quốc tế
Earps thi đấu cho U-19 Anh tại Giải vô địch bóng đá nữ U-19 châu Âu 2012 ở Thổ Nhĩ Kỳ. Cô đã giành được nhiều lời khen ngợi cho màn trình diễn của mình dù đội tuyển Anh đã bị loại ngay từ vòng bảng. Tháng 7 năm 2013, học sinh của trường Đại học Loughborough, Earps giúp Vương quốc Anh giành huy chương vàng tại Đại hội Thể thao Sinh viên Thế giới 2013 ở Kazan, Nga.
Sau khi Karen Bardsley và Rachel Brown-Finnis dính chấn thương, Earps được gọi lên đội tuyển Anh vào tháng 4 năm 2014 chuẩn bị cho trận đấu tại Vòng loại Giải vô địch bóng đá nữ thế giới 2015 gặp Montenegro trên sân vận động Falmer, Brighton and Hove. Cô trở lại đội tuyển quốc gia vào tháng 9 năm 2015 trong trận thắng 8–0 của Anh tại Vòng loại Giải vô địch bóng đá nữ châu Âu 2017 trước Estonia.
Vào tháng 6 năm 2017, Earps được gọi vào trại huấn luyện của đội tuyển Anh để thi đấu tại Giải vô địch bóng đá nữ châu Âu 2017 như sự lựa chọn thứ 4 trong khung gỗ. Vào ngày 11 tháng 6 năm 2017, cô ra mắt quốc tế trong chiến thắng 4–0 trước Thụy Sĩ. Cô có trận đấu đầu tiên vào tháng 9 năm 2018, trong chiến thắng 6–0 trước Kazakhstan.
Vào ngày 8 tháng 5 năm 2019, cô có tên trong danh sách tham dự Giải vô địch bóng đá nữ thế giới 2019.
Vào ngày 17 tháng 9 năm 2021, Earps được chỉ định là thủ môn xuất phát trong trận đấu đầu tiên của Sarina Wiegman với tư cách là huấn luyện viên đội tuyển Anh, lần xuất hiện đầu tiên của cô với Lionesses kể từ tháng 11 năm 2019. Anh đánh bại Bắc Macedonia 8–0 tại Vòng loại Giải vô địch bóng đá nữ thế giới 2023. Vẫn là thủ môn được lựa chọn đầu tiên của Wiegman từ 8 trong số 11 trận đấu đầu tiên của cô, Earps được đưa vào đội tuyển Anh thi đấu tại Giải vô địch bóng đá nữ châu Âu 2022 vào tháng 6 năm 2022. Cô chơi cả sáu trận khi đội tuyển Anh lần đầu tiên vô địch giải đấu. Earps để thủng lưới hai lần, giữ sạch lưới bốn trận, cùng thành tích với Merle Frohms của đội tuyển Đức, và có tên trong Đội hình tiêu biểu của giải đấu.
Earps đã được phân bổ số 198 khi FA công bố sơ đồ số kế thừa của họ để tôn vinh lễ kỷ niệm 50 năm ngày đội tuyển Anh khai mạc giải đấu quốc tế.
Vào ngày 6 tháng 4 năm 2023, Earps cản phá được một quả phạt đền trong loạt sút luân lưu với Brasil để giúp đội tuyển Anh giành chức vô địch Siêu cúp nữ Liên lục địa CONMEBOL–UEFA.
Vào ngày 31 tháng 5 năm 2023, Earps có tên trong danh sách tham dự Giải vô địch bóng đá nữ thế giới 2023 vào tháng 7 năm 2023. Ngày 21 tháng 7 năm 2023, Earps phàn nàn rằng người hâm mộ tại World Cup không thể mua một chiếc áo đấu có tên cô vì nhà cung cấp Nike đã quyết định không sản xuất một chiếc áo nào. Trong thời gian diễn ra World Cup, cô chơi cả bảy trận đấu, để thủng lưới bốn bàn, ba bàn từ trận đấu mở màn và giữ sạch lưới ba trận. Tại trận chung kết thua 1–0 trước Tây Ban Nha vào ngày 20 tháng 8, Earps cản phá một cú phạt đền của Jennifer Hermoso ở phút thứ 68. Cô nhận giải thưởng Găng tay vàng của giải đấu.

## Kinh doanh
Vào tháng 6 năm 2023, Earps thành lập công ty kinh doanh quần áo và may mặc của riêng mình mang tên MAE27.

## Đời tư
Từ năm 2012 đến năm 2016, Earps đã lấy được bằng Quản lý Thông tin và Nghiên cứu Kinh doanh của trường Đại học Loughborough. Là một phần của chiến dịch "Where Greatness Is Made", một tấm bảng vinh danh Earps đã được lắp đặt tại West Bridgford F.C. ở Nottingham.

## Thống kê sự nghiệp

### Câu lạc bộ
Tính đến trận đấu diễn ra vào 27 tháng 5 năm 2023
| Câu lạc bộ              | Mùa giải            | Giải đấu            | Giải đấu | Giải đấu | Cúp quốc gia | Cúp quốc gia | League Cup | League Cup | Châu Âu | Châu Âu | Tổng cộng | Tổng cộng |
| Câu lạc bộ              | Mùa giải            | Hạng                | Trận     | Bàn      | Trận         | Bàn          | Trận       | Bàn        | Trận    | Bàn     | Trận      | Bàn       |
| ----------------------- | ------------------- | ------------------- | -------- | -------- | ------------ | ------------ | ---------- | ---------- | ------- | ------- | --------- | --------- |
| Leicester City          | 2009–10             | WPL North           | 0        | 0        | 0            | 0            | 0          | 0          | —       | —       | 0         | 0         |
| Nottingham Forest       | 2010–11             | WPL National        | 4        | 0        | 0            | 0            | 2          | 0          | —       | —       | 6         | 0         |
| Doncaster Rovers Belles | 2011                | WSL                 | 14       | 0        | 0            | 0            | 1          | 0          | —       | —       | 15        | 0         |
| Doncaster Rovers Belles | 2012                | WSL                 | 13       | 0        | 2            | 0            | 3          | 0          | —       | —       | 18        | 0         |
| Doncaster Rovers Belles | Tổng cộng           | Tổng cộng           | 27       | 0        | 2            | 0            | 4          | 0          | —       | —       | 33        | 0         |
| Coventry City (mượn)    | 2011–12             | WPL National        | 0        | 0        | 0            | 0            | 0          | 0          | —       | —       | 0         | 0         |
| Birmingham City         | 2013                | WSL                 | 11       | 0        | 0            | 0            | 3          | 0          | 1       | 0       | 15        | 0         |
| Bristol Academy         | 2014                | WSL 1               | 14       | 0        | 1            | 0            | 5          | 0          | 6       | 0       | 26        | 0         |
| Bristol Academy         | 2015                | WSL 1               | 14       | 0        | 1            | 0            | 5          | 0          | —       | —       | 20        | 0         |
| Bristol Academy         | Tổng cộng           | Tổng cộng           | 28       | 0        | 2            | 0            | 10         | 0          | 6       | 0       | 46        | 0         |
| Reading                 | 2016                | WSL 1               | 12       | 0        | 1            | 0            | 1          | 0          | —       | —       | 14        | 0         |
| Reading                 | 2017                | WSL 1               | 7        | 0        | 0            | 0            | 0          | 0          | —       | —       | 7         | 0         |
| Reading                 | 2017–18             | WSL 1               | 15       | 0        | 1            | 0            | 0          | 0          | —       | —       | 16        | 0         |
| Reading                 | Tổng cộng           | Tổng cộng           | 34       | 0        | 2            | 0            | 1          | 0          | —       | —       | 37        | 0         |
| VfL Wolfsburg           | 2018–19             | Bundesliga          | 4        | 0        | 2            | 0            | —          | —          | 0       | 0       | 6         | 0         |
| VfL Wolfsburg II        | 2018–19             | 2. Bundesliga       | 2        | 0        | —            | —            | —          | —          | —       | —       | 2         | 0         |
| Manchester United       | 2019–20             | WSL                 | 14       | 0        | 1            | 0            | 4          | 0          | —       | —       | 19        | 0         |
| Manchester United       | 2020–21             | WSL                 | 22       | 0        | 2            | 0            | 1          | 0          | —       | —       | 25        | 0         |
| Manchester United       | 2021–22             | WSL                 | 22       | 0        | 2            | 0            | 1          | 0          | —       | —       | 25        | 0         |
| Manchester United       | 2022–23             | WSL                 | 22       | 0        | 5            | 0            | 0          | 0          | —       | —       | 27        | 0         |
| Manchester United       | 2023–24             | WSL                 | 8        | 0        | 0            | 0            | 0          | 0          | 2       | 0       | 10        | 0         |
| Manchester United       | Tổng cộng           | Tổng cộng           | 88       | 0        | 10           | 0            | 6          | 0          | 2       | 0       | 106       | 0         |
| Tổng cộng sự nghiệp     | Tổng cộng sự nghiệp | Tổng cộng sự nghiệp | 197      | 0        | 18           | 0            | 26         | 0          | 9       | 0       | 250       | 0         |

1. ↑  Bao gồm FA Women's Cup và DFB-Pokal
2. ↑  Bao gồm WPL Cup và WSL Cup/Women's League Cup
3. ↑  Bao gồm UEFA Women's Champions League

### Quốc tế
Tính đến trận đấu diễn ra vào ngày 31 tháng 10 năm 2023.
| Năm       | Anh  | Anh |
| Năm       | Trận | Bàn |
| --------- | ---- | --- |
| 2017      | 1    | 0   |
| 2018      | 3    | 0   |
| 2019      | 4    | 0   |
| 2020      | 0    | 0   |
| 2021      | 6    | 0   |
| 2022      | 15   | 0   |
| 2023      | 16   | 0   |
| Tổng cộng | 45   | 0   |

## Danh hiệu
VfL Wolfsburg
- Frauen-Bundesliga: 2018–19
- DFB-Pokal: 2018–19

Manchester United
- Á quân Women's FA Cup: 2022–23

Anh
- Á quân Giải vô địch bóng đá nữ thế giới: 2023[50]
- Giải vô địch bóng đá nữ châu Âu: 2022[51]
- Siêu cúp nữ Liên lục địa CONMEBOL–UEFA: 2023[52]
- Cúp SheBelieves: 2019[53]
- Cúp Arnold Clark: 2022,[54] 2023[55]

Cá nhân
- Thủ môn xuất sắc nhất năm của FIFA: 2022[56]
- PFA WSL Team of the Year: FA WSL 2016–17,[57] FA WSL 2022–23[58]
- Đội hình tiêu biểu của Giải vô địch bóng đá nữ châu Âu: 2022[34]
- Freedom of the City of London (thông báo vào ngày 1 tháng 8 năm 2022)[59]
- Găng tay Vàng Women's Super League: 2022–23[22]
- Găng tay vàng Giải vô địch bóng đá nữ thế giới: 2023[39]
- Cầu thủ bóng đá nữ xuất sắc nhất năm của BBC: 2023[60]
- Giải thưởng vận động viên thể thao nữ của năm của The Sunday Times: 2023[61]